# NGC 7482
NGC 7482 este o galaxie situată în constelația Peștii. A fost descoperită în 11 august 1864 de către Albert Marth. Se află la o distanță de 67,91 de megaparseci de Pământ.